# Un incantevole aprile (romanzo)
Un incantevole aprile (The Enchanted April) è un romanzo della scrittrice britannica Elizabeth von Arnim, pubblicato nel 1923.

## Trama
Il romanzo racconta la storia di quattro donne inglesi che affittano per un mese un castello in Italia per trascorrervi una vacanza e sfuggire così al tedio delle loro vite in Inghilterra; i risultati saranno positivi. 
La vicenda inizia in un club femminile di Londra, in una giornata fredda e uggiosa di febbraio, quando la signora Wilkins legge il seguente annuncio economico sul Times:
(Elizabeth von Arnim, Un incantevole aprile; trad. di Luisa Balacco, 1993, ISBN 978-88-339-0791-8, p. 9)
Proprio quando la signora Wilkins comincia a immaginare se stessa in questo castello, si accorge che un'altra socia del club, la signora Arbuthnot, sta leggendo lo stesso annuncio. La signora Wilkins inizia a conversare con la signora Arbuthnot e nasce tra di loro il progetto per prendere in affitto il castello. Non essendo ricche, le due donne decidono di invitarne altre due per diminuire le spese; vengono perciò associate una anziana e altezzosa vedova, la signora Fisher, e Lady Caroline Dester, una giovane ed elegante aristocratica desiderosa di trascorrere una vacanza in relativa solitudine.
Dopo qualche giorno di vacanze, il clima mite e il paesaggio italiano migliorano l'umore delle donne. Le due donne sposate, le quali sono peraltro insoddisfatte del loro matrimonio e hanno organizzato la vacanza soprattutto per allontanarsi dall'ambiente familiare, decidono di invitare i propri mariti. Giungono pertanto al castello dapprima il signor Wilkins, un avvocato alquanto soffocante ed egocentrico, e poco dopo il signor Arbuthnot, uno scrittore di libri pornografici donnaiolo (in Inghilterra era uno dei corteggiatori di Lady Caroline). Giunge anche Briggs, il proprietario del castello, il quale stringe amicizia con la Lady Caroline. Al termine della vacanza, l'anziana signora Fisher pianta nel giardino del castello il proprio bastone da passeggio perché fiorisca.

## Critica
Come per altri romanzi dell'autrice, anche Un incantevole aprile presenta aspetti autobiografici. Nel 1921 Elizabeth von Arnim, che si era separata da poco dal duca John Francis Stanley Russell, trascorse una vacanza sulla Riviera ligure e prese in affitto, insieme ad alcuni amici, il castello Brown di Portofino. Oltre all'amore per l'Italia, nel libro sono rintracciabili spesso elementi protofemministi.

## Edizioni
- The author of "Elizabeth and her German garden", The enchanted april, Garden City; New York: Doubleday, Page and Company, 1923
- The author of "Elizabeth and her German garden", The enchanted april, Leipzig: B. Tauchnitz, 1923
- Countes Mary Annette Beauchamp Russel, The enchanted April; by the author of "Elizabeth and her German garden", London: Macmillan, 1924
- Elizabeth von Arnim, Incanto di aprile; traduzione di Luisa Banti, Firenze: F. Le Monnier, 1928
- Elizabeth von Arnim, Un incantevole aprile; traduzione di Luisa Balacco, Torino: Bollati Boringhieri, 1993, ISBN 978-88-339-0791-8

## Adattamenti teatrali e cinematografici
- Un incantevole aprile (Enchanted April), film britannico del 1992 diretto da Mike Newell, con Miranda Richardson, Alfred Molina, Jim Broadbent, Joan Plowright, Neville Phillips[3]
- The Enchanted April, commedia in tre atti di Kane Campbell rappresentata al Morosco Theatre di Broadway nel 1925 con la regia di John Hayden[4]
- Un incantevole aprile (film 1935) (Enchanted April), film statunitense del 1935, diretto da Harry Beaumont, con Ann Harding, Katharine Alexander, Frank Morgan[5]
- Enchanted April, riduzione teatrale ad opera di Matthew Barber rappresentata a Broadway nel 2003[6]
- Enchanted April, musical con musiche di Richard B. Evans e testi di Charles Leipart, rappresentato al Chelsea Studios di New York nel marzo 2010[7].